# Rostocker Nasenbären
Der 1. Inline Hockey Club Rostocker Nasenbären  e.V. ist ein Inline-Skaterhockey-Club aus Rostock. Der Verein wurde 2005 gegründet und verfügt über mehrere Nachwuchsmannschaften. Die 1. Herrenmannschaft spielt aktuell in der Regionalliga Ost der BISHL. Austragungsort der Heimspiele ist die Sporthalle im Bertha-von-Suttner-Ring 1.

## Spielzeiten
| Saison | Liga                  | Hauptrunde | Play-offs               |
| ------ | --------------------- | ---------- | ----------------------- |
| 2006   | Regionalliga Nord-Ost | 1.         | Aufstieg                |
| 2007   | 2. Bundesliga Nord    | 1.         | Aufstieg                |
| 2008   | 1. Bundesliga Nord    | 5.         | nicht qualifiziert      |
| 2009   | 1. Bundesliga Nord    | 7.         | nicht qualifiziert      |
| 2010   | 1. Bundesliga Nord    | 11.        | Abstieg                 |
| 2011   | 2. Bundesliga Nord    | 1.         | Auf Aufstieg verzichtet |
| 2012   | 2. Bundesliga Nord    | 3.         | Aufstieg als Nachrücker |
| 2013   | 1. Bundesliga         | 11.        | Abstieg                 |
| 2014   | 2. Bundesliga Nord    | 7.         |                         |
| 2015   | 2. Bundesliga Nord    |            |                         |